# Marsdenia jensenii
Marsdenia jensenii är en oleanderväxtart som beskrevs av P.I. Forster. Marsdenia jensenii ingår i släktet Marsdenia och familjen oleanderväxter. Inga underarter finns listade i Catalogue of Life.